# Charnècles
Charnècles est une commune française située dans le département de l'Isère, en région Auvergne-Rhône-Alpes.
Historiquement, la commune était rattachée à l'ancienne province du Dauphiné mais aussi au comté de Sermorens, domaine situé au débouché de la cluse de l'Isère, au pied du massif de la Chartreuse et à l'extrémité du diocèse de Vienne. Au XXIe siècle, Charnècles fait partie du canton de Tullins ainsi qu'à la Communauté d'agglomération du Pays voironnais, au même titre que trente autres communes.
Ses habitants sont dénommés les Charnéclois.

## Géographie

### Situation et description

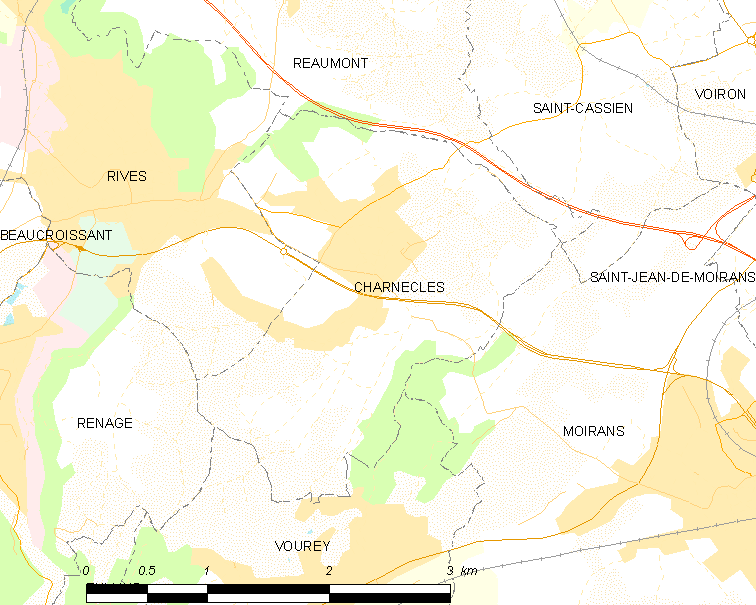
Plan de Charnècles et des communes limitrophes

La commune de Charnècles est située à environ 7 km à l'ouest de Voiron, siège de la communauté de communes, à 25 km de Grenoble, préfecture de l'isère et à environ 80 km de Lyon.
Situé sur un plateau rocailleux (une ancienne moraine glaciaire), le village s'étale le long d'un bourrelet calcaire, une colline (les Maréchales) coupant le village en deux : la route de Voiron (D 12) et le Grand Chemin (D 12C, ancienne nationale) forment le cœur du village.

### Communes limitrophes
|        | Réaumont   |         |
| Rives  | Charnècles | Moirans |
| Renage | Vourey     |         |

### Climat
Pour des articles plus généraux, voir Climat d'Auvergne-Rhône-Alpes et Climat de l'Isère.
En 2010, le climat de la commune est de type climat des marges montargnardes, selon une étude du Centre national de la recherche scientifique s'appuyant sur une série de données couvrant la période 1971-2000. En 2020, Météo-France publie une typologie des climats de la France métropolitaine dans laquelle la commune est exposée à un climat de montagne ou de marges de montagne et est dans la région climatique  Alpes du nord, caractérisée par une pluviométrie annuelle de 1 200 à 1 500 mm, irrégulièrement répartie en été. 
Pour la période 1971-2000, la température annuelle moyenne est de 11 °C, avec une amplitude thermique annuelle de 17,9 °C. Le cumul annuel moyen de précipitations est de 1 131 mm, avec 10,3 jours de précipitations en janvier et 7,1 jours en juillet. Pour la période 1991-2020, la température moyenne annuelle observée sur la station météorologique de Météo-France la plus proche, « Coublevie », sur la commune de Coublevie à 7 km à vol d'oiseau, est de 13,0 °C et le cumul annuel moyen de précipitations est de 1 121,0 mm,. Pour l'avenir, les paramètres climatiques de la commune estimés pour 2050 selon différents scénarios d'émission de gaz à effet de serre sont consultables sur un site dédié publié par Météo-France en novembre 2022.

### Hydrographie
Situé en bordure sud de la vallée de la Fure, le territoire de la commune n'abrite pas de cours d'eau ou plan d'eau notable, à l'exception d'un modeste ruisseau dénommé  Ri d'Olon, également dénommé, après sa résurgence, sous le simple nom de rigole. Ce ruisseau d'une longueur de 10,7 km de longueur et qui rejoint la Mayenne, affluent de la Morge à la hauteur de Vourey.

### Voies de communication
Charnècles est située au sud de l'autoroute A48 mais la commune n'est pas directement desservie par cette voie routière (la sortie la plus proche étant située au nord de Rives.
L'ancienne route nationale 85 ou « RN 85 » est une ancienne route nationale française reliant autrefois Bourgoin-Jallieu, en se détachant de la RN 6, pour se terminer sur la Côte d'Azur, d'abord à Cagnes-sur-Mer, puis à Golfe-Juan. Cette route, requalifiée en RD1085, traverse le territoire de Charnècles depuis l'ouest, limite de la commune de Rives et vers le sud, commune de Moirans, en grande partie sous la forme d'une route à 2x2 voies.
La RD12 permet de relier le centre de Voiron, à la RD1085, après avoir traversée le territoire de la commune voisine de Saint-Cassien et le territoire de Charnècles (hameaux les Bruyères, les Rivoires et le Trousseau).

### Transports
La commune de Charnècles est desservie par plusieurs lignes de bus scolaires pour rejoindre les établissements de Rives (Isère), Moirans et Voiron, une autre ligne du pays voironnais permet de se rendre à Rives, Saint Cassien et Voiron,.Une ligne Transisère dessert aussi Charnècles et relie les terminus de Rives et Voiron
La gare ferroviaire la plus proche de Charnècles est la gare de Rives, desservie par des trains TER Auvergne-Rhône-Alpes.

## Urbanisme

### Typologie
Au 1er janvier 2024, Charnècles est catégorisée ceinture urbaine, selon la nouvelle grille communale de densité à sept niveaux définie par l'Insee en 2022.
Elle appartient à l'unité urbaine de Voiron, une agglomération intra-départementale regroupant 15  communes, dont elle est une commune de la banlieue,,. Par ailleurs la commune fait partie de l'aire d'attraction de Grenoble, dont elle est une commune de la couronne,. Cette aire, qui regroupe 204 communes, est catégorisée dans les aires de 700 000 habitants ou plus (hors Paris),.

### Occupation des sols
L'occupation des sols de la commune, telle qu'elle ressort de la base de données européenne d’occupation biophysique des sols Corine Land Cover (CLC), est marquée par l'importance des territoires agricoles (70,9 % en 2018), en diminution par rapport à 1990 (74,7 %). La répartition détaillée en 2018 est la suivante : 
zones agricoles hétérogènes (56,3 %), zones urbanisées (21,2 %), cultures permanentes (14,5 %), forêts (7,9 %). L'évolution de l’occupation des sols de la commune et de ses infrastructures peut être observée sur les différentes représentations cartographiques du territoire : la carte de Cassini (XVIIIe siècle), la carte d'état-major (1820-1866) et les cartes ou photos aériennes de l'IGN pour la période actuelle (1950 à aujourd'hui).

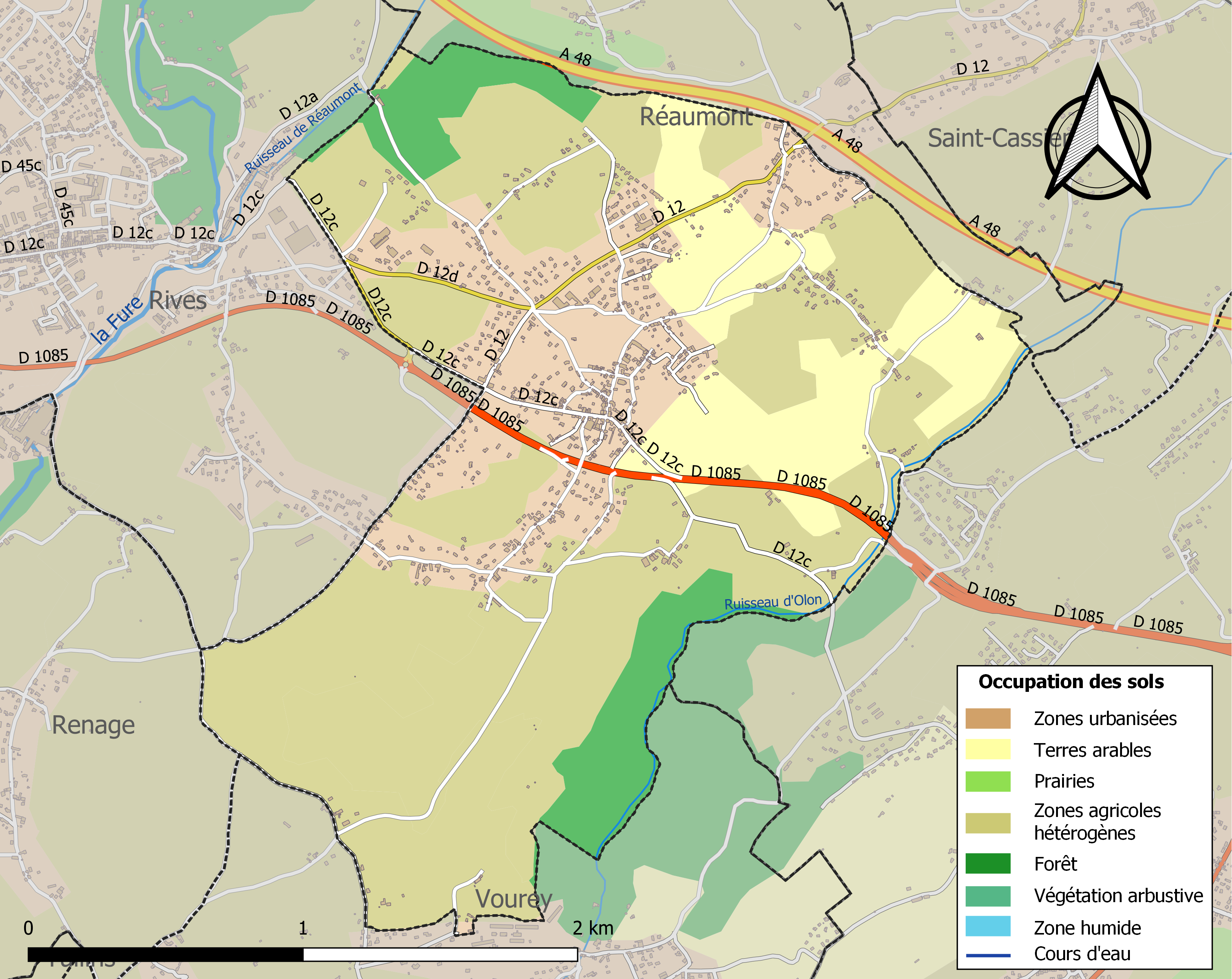
Carte des infrastructures et de l'occupation des sols de la commune en 2018 (CLC).

### hameaux, lieux-dits et écarts
- les Maréchales
- les Rivoires
- le Petit Bessey
- Bois Vert
- le Grand chemin
- les Six chemins
- Le Triévoz
- le Petit Chemin
- Puits Barral
- la Vieille Cure
- la Platte
- la Fange
- Lézardières
- la Gouterie

177 noms de lieux recensés sur cette commune.

### Risques naturels et technologiques

#### Risques sismiques
La totalité du territoire de la commune de Charnècles est situé en zone de sismicité n°3 (sur une échelle de 1 à 5), comme la plupart des communes de son secteur géographique, mais non loin de la zone n°4 qui s'étend plus à l'est.
| Type de zone | Niveau            | Définitions (bâtiment à risque normal) |
| ------------ | ----------------- | -------------------------------------- |
| Zone 3       | Sismicité modérée | accélération = 1,1 m/s2                |

## Toponymie
La commune de Charnècles ne s'est réellement appelée ainsi qu'après la Révolution française de 1789. En effet, le village a d'abord été nommé Charnasclum au XIIe siècle, puis Charnuclo au XIIIe, Charneclo au XIVe, Charneclos au XVe et enfin Charnecle au XVIIIe siècle.
Les habitants de Charnècles sont appelés Charnèclois et Charnècloise, mais aussi Tacoules ou Tacouliers, surnom péjoratif donné par les habitants de Rives, citadins et vivant du commerce aux habitants de la campagne, vivant en grande majorité de l'agriculture. Ce surnom, qui signifiait alors "terreux" ou "simple" lorsqu'il désignait des habitants, faisait aussi référence à un dispositif de fermeture de volets, de portes, de meubles, de poulailler etc. Cette forme simplifiée de loquet était constituée d'un pièce de bois pivotant sur un axe et qui en se logeant dans une autre pièce en forme de u, ou en se calant sur une autre pièce permettait de fermer le battant sur lequel elle était accrochée.

## Histoire

### Préhistoire et Antiquité
Durant l'Antiquité, la région de Rives est peuplée par les Allobroges, un peuple gaulois dont le territoire était situé entre l'Isère, le Rhône et les Alpes du Nord. À partir de -121, ce territoire, nommé Allobrogie, est intégré dans la province romaine du Viennois avec pour capitale la cité de Vienne qui était aussi le siège de l’ancien diocèse romain de Vienne. Ainsi, et jusqu'au Haut Moyen Âge, le territoire communal fait partie du Viennois.

## Politique et administration

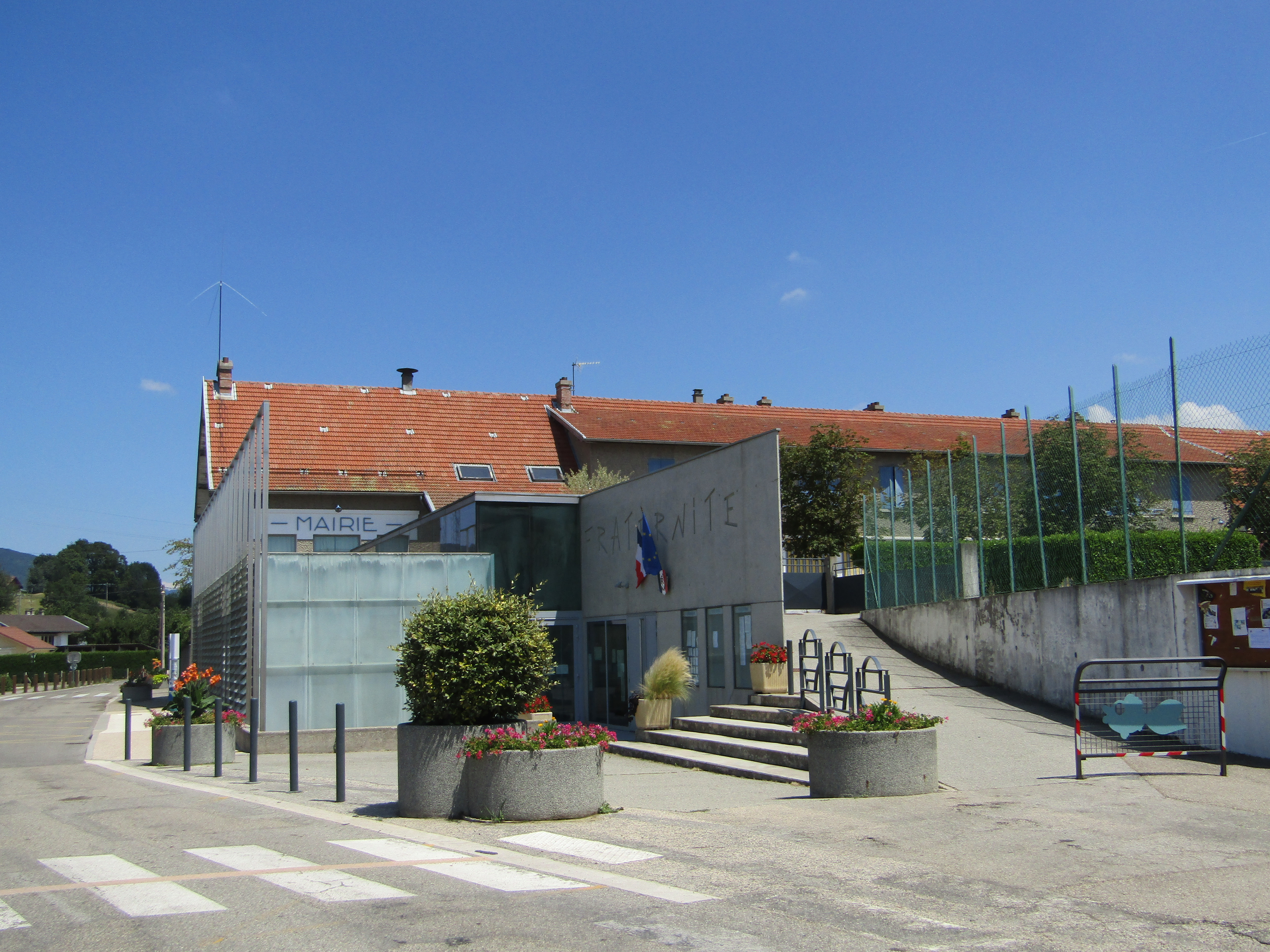
Mairie de Charnècles en 2019

### Liste des maires
| Période                                  | Période  | Identité            | Étiquette | Qualité      |
| ---------------------------------------- | -------- | ------------------- | --------- | ------------ |
| 1790                                     | 1791     | Antoine Crozet      |           |              |
| 1791                                     | 1794     | Antoine Douron      |           |              |
| 1794                                     | 1815     | Antoine Crozon      |           |              |
| 1815                                     | 1816     | Louis, Victor Blanc |           |              |
| 1816                                     | 1819     | Joseph Martel       |           |              |
| 1819                                     | 1823     | Antoine Bois        |           |              |
| 1823                                     | 1830     | Louis, Victor Blanc |           |              |
| 1830                                     | 1848     | Florentin Douron    |           |              |
| 1848                                     | 1848     | Michel Martel       |           |              |
| 1848                                     | 1852     | Joseph Monier       |           |              |
| 1852                                     | 1861     | Joseph Brizard      |           |              |
| 1861                                     | 1873     | Charles Collin      |           |              |
| 1873                                     | 1876     | Hippolyte Barroil   |           |              |
| 1876                                     | 1881     | Antoine Gilibert    |           |              |
| 1881                                     | 1884     | Joseph Brizard      |           |              |
| 1884                                     | 1887     | Charles Collin      |           |              |
| 1887                                     | 1899     | Louis Sirand        |           |              |
| 1899                                     | 1899     | Florentin Garcin    |           |              |
| 1899                                     | 1908     | Emile Martin        |           |              |
| 1908                                     | 1923     | Louis Sirand        |           |              |
| 1923                                     | 1925     | Frédéric Ferrand    |           |              |
| 1925                                     | 1943     | Louis Sirand        |           |              |
| 1943                                     | 1944     | Charles Chanaron    |           |              |
| 1944                                     | 1953     | Auguste Raphaël     |           |              |
| 1953                                     | 1959     | Léon Collin         |           |              |
| 1959                                     | 1983     | Jean Ageron         |           |              |
| 1983                                     | 1986     | Gilberte Michelet   |           |              |
| 1986                                     | 2014     | Christian Jacquier  | DVD       |              |
| avril 2014                               | 2020     | Marie-Ange Chêne    | SE-PCF    | Employée     |
| 2020                                     | En cours | Nadine Reux         | EELV      | Ancien cadre |
| Les données manquantes sont à compléter. |          |                     |           |              |

(Source : Liste des maires affichée dans la mairie de Charnècles )

## Population et société

### Démographie
L'évolution du nombre d'habitants est connue à travers les recensements de la population effectués dans la commune depuis 1793. Pour les communes de moins de 10 000 habitants, une enquête de recensement portant sur toute la population est réalisée tous les cinq ans, les populations de référence des années intermédiaires étant quant à elles estimées par interpolation ou extrapolation. Pour la commune, le premier recensement exhaustif entrant dans le cadre du nouveau dispositif a été réalisé en 2008.

En 2022, la commune comptait 1 462 habitants, en évolution de −0,68 % par rapport à 2016 (Isère : +3,07 %, France hors Mayotte : +2,11 %).
| 1793 | 1800 | 1806 | 1821  | 1831  | 1836  | 1841  | 1846  | 1851  |
| ---- | ---- | ---- | ----- | ----- | ----- | ----- | ----- | ----- |
| 907  | 814  | 858  | 1 200 | 1 344 | 1 325 | 1 342 | 1 372 | 1 328 |

| 1856  | 1861  | 1866  | 1872  | 1876 | 1881 | 1886 | 1891 | 1896 |
| ----- | ----- | ----- | ----- | ---- | ---- | ---- | ---- | ---- |
| 1 270 | 1 187 | 1 121 | 1 022 | 997  | 988  | 937  | 898  | 872  |

| 1901 | 1906 | 1911 | 1921 | 1926 | 1931 | 1936 | 1946 | 1954 |
| ---- | ---- | ---- | ---- | ---- | ---- | ---- | ---- | ---- |
| 798  | 742  | 679  | 615  | 660  | 635  | 558  | 582  | 607  |

| 1962 | 1968 | 1975 | 1982 | 1990  | 1999  | 2006  | 2008  | 2013  |
| ---- | ---- | ---- | ---- | ----- | ----- | ----- | ----- | ----- |
| 566  | 579  | 644  | 858  | 1 044 | 1 363 | 1 437 | 1 458 | 1 504 |

| 2018  | 2022  | - | - | - | - | - | - | - |
| ----- | ----- | - | - | - | - | - | - | - |
| 1 405 | 1 462 | - | - | - | - | - | - | - |

### Enseignement
Une école maternelle et une école élémentaire, toutes les deux publiques, sont situées dans le bourg de Charnècles, la commune étant rattachée à l'académie de Grenoble.
Le collège de secteur est le collège R. Desnos à Rives et les lycées de secteur sont à Moirans (général et technologique) et à Voiron (technologique). Le lycée d'enseignement agricole le plus proche est celui de La Côte-Saint-André, et on peut aussi citer les Maisons familiales rurales de Coublevie, Moirans, Châbons et Chatte.

### Associations
La commune de Charnècles recense 21 associations de diverses natures :
- Associations sportives :  l'USEP (Union sportive de l’enseignement primaire), la GV (Gymnastique  Volontaire Charnècles/Saint Cassien), la Kinshinkai Aikido Rives / Charnècles, le Charnècles  Handball Club, le Centre Isère Tennis de Table de Charnècles / Saint Blaise / Moirans/ Voreppe /Rives, le B2CR (Basket  Charnècles  Rives Renage, qui rassemble des équipes féminines et masculines de toutes catégories).
- Associations musicales : les Échos de Chartreuse (groupe de sonneur de trompe de chasse), la PATAM' (école de batterie).
- Association de la bibliothèque : Les Amis de la Bibliothèque
- Association organisant des évènements pour financer les projets pédagogiques de l'école communale : Le Sou des Écoles
- Associations caritatives : La Ruche Saint Roch (aide à l'organisation de manifestations extérieures), Le sourire de Léna (pour faire connaître le syndrome CHARGE,Parkinson Road[32]
- Association de défense de l'environnement : Défense des Paysages et de l'Environnement de Charnècles
- Associations diverses permettant aux personnes ayant des points communs de se rassembler et organiser des évènements : l'Amicale Classe 69, l'Amicale des Anciens Combattants de Charnècles, l'Amicale des Sapeurs Pompiers, l'Association Communale de Chasse Agréée (ACCA), l'association du Marché d'automne de Charnècles, Charnècles Loisirs, le Comité Paroissial.

### Équipements sportifs et culturels

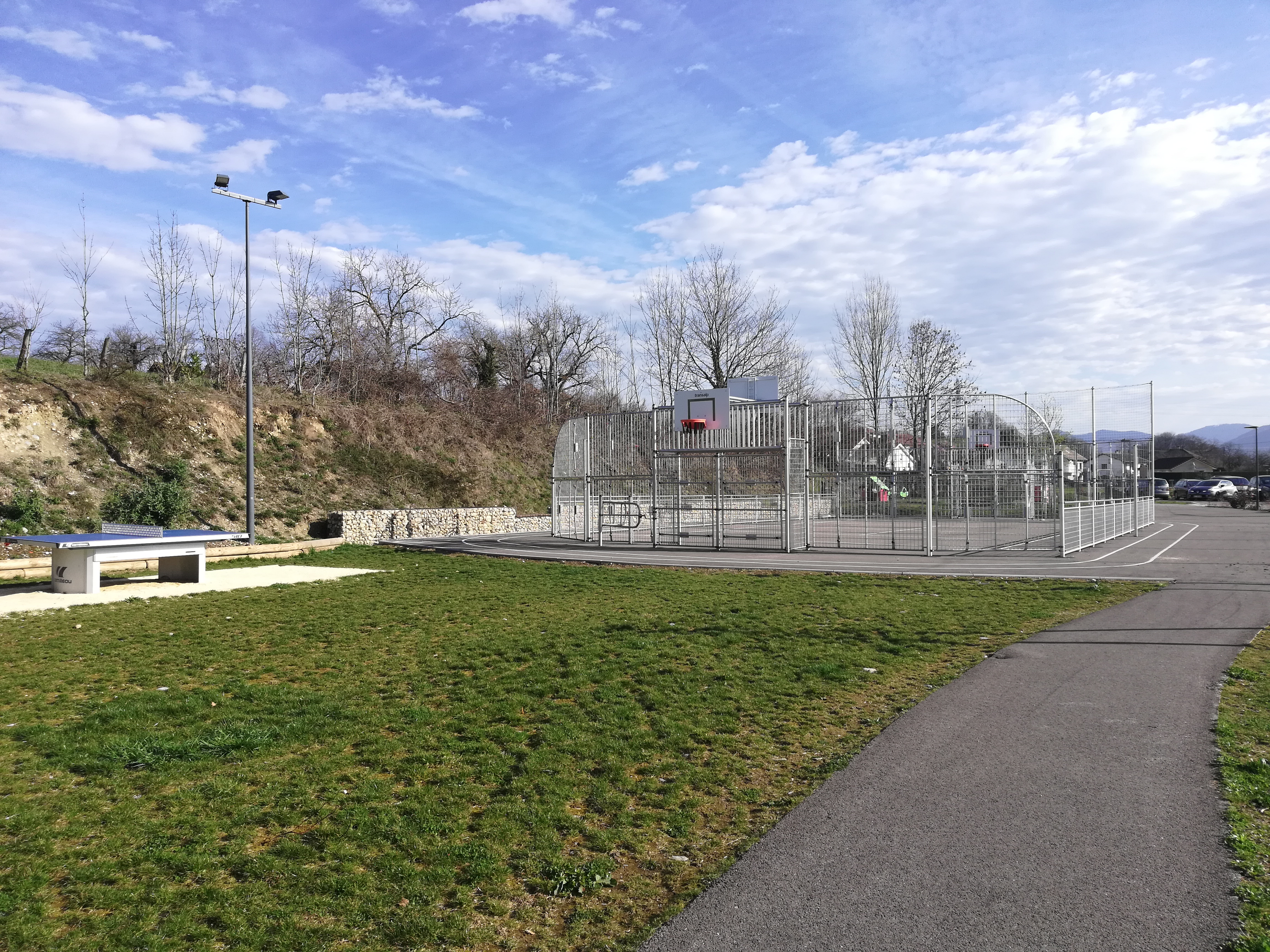
Table de tennis de table et terrain de basketball du City Park

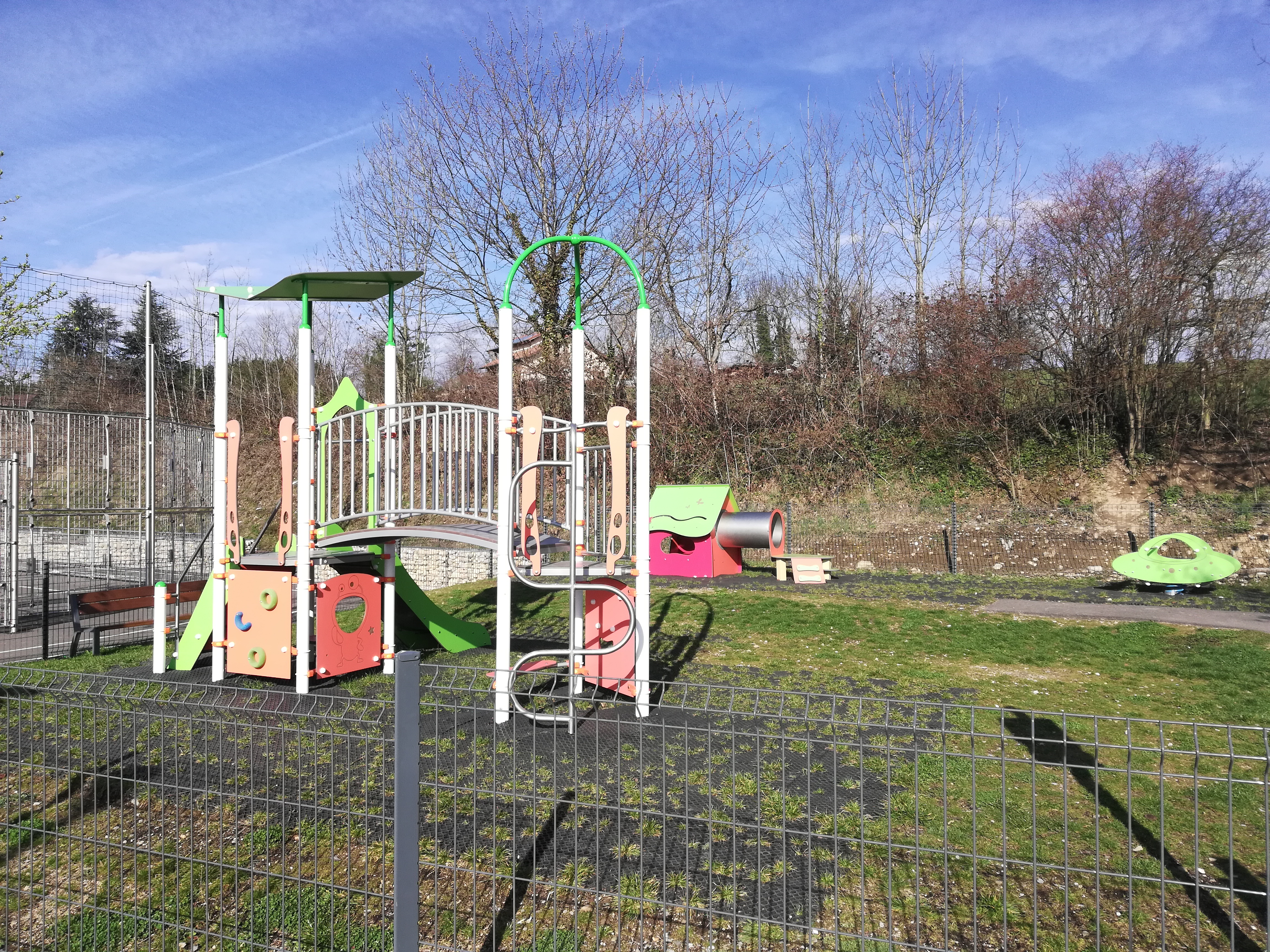
Jeux pour enfants du City Park

La commune bénéficie de nombreux équipements dont 
- un gymnase et un terrain de football
- un espace intergénérationnel dénommé « City Park »[33].

Cet espace qui comprend de nombreux équipements, a été inauguré le 7 avril 2018. Ceux-ci ont été installés afin de permettre aux différentes générations vivant dans le village de se rencontrer et s’adonner à leurs loisirs préférés tels que la pétanque, le basketball, le tennis de table, des équipements de renforcement musculaire ainsi que des jeux pour enfants. Se présentant sous la forme d'un grand parc, il est également possible de s'y reposer sur des bancs.

### Médias
Le quotidien régional Le Dauphiné libéré, dans son édition locale Chartreuse et Sud-Grésivaudan, ainsi que l’hebdomadaire Les Affiches de Grenoble et du Dauphiné, relatent les informations locales.
La commune est en outre dans le bassin d’émission des chaînes de télévision France 3 Alpes (France 3 Grenoble) et de téléGrenoble Isère. Elle est également située sur l'aire de diffusion de radio Ici Isère, une radio publique qui émet sur tout le territoire du département de l'Isère.

## Économie
Charnècles est une des communes d'un secteur de vignobles pouvant revendiquer le label IGP « Coteaux-du-grésivaudan », comme la plupart des communes de la vallée de l'Isère.

### Lieux et monuments

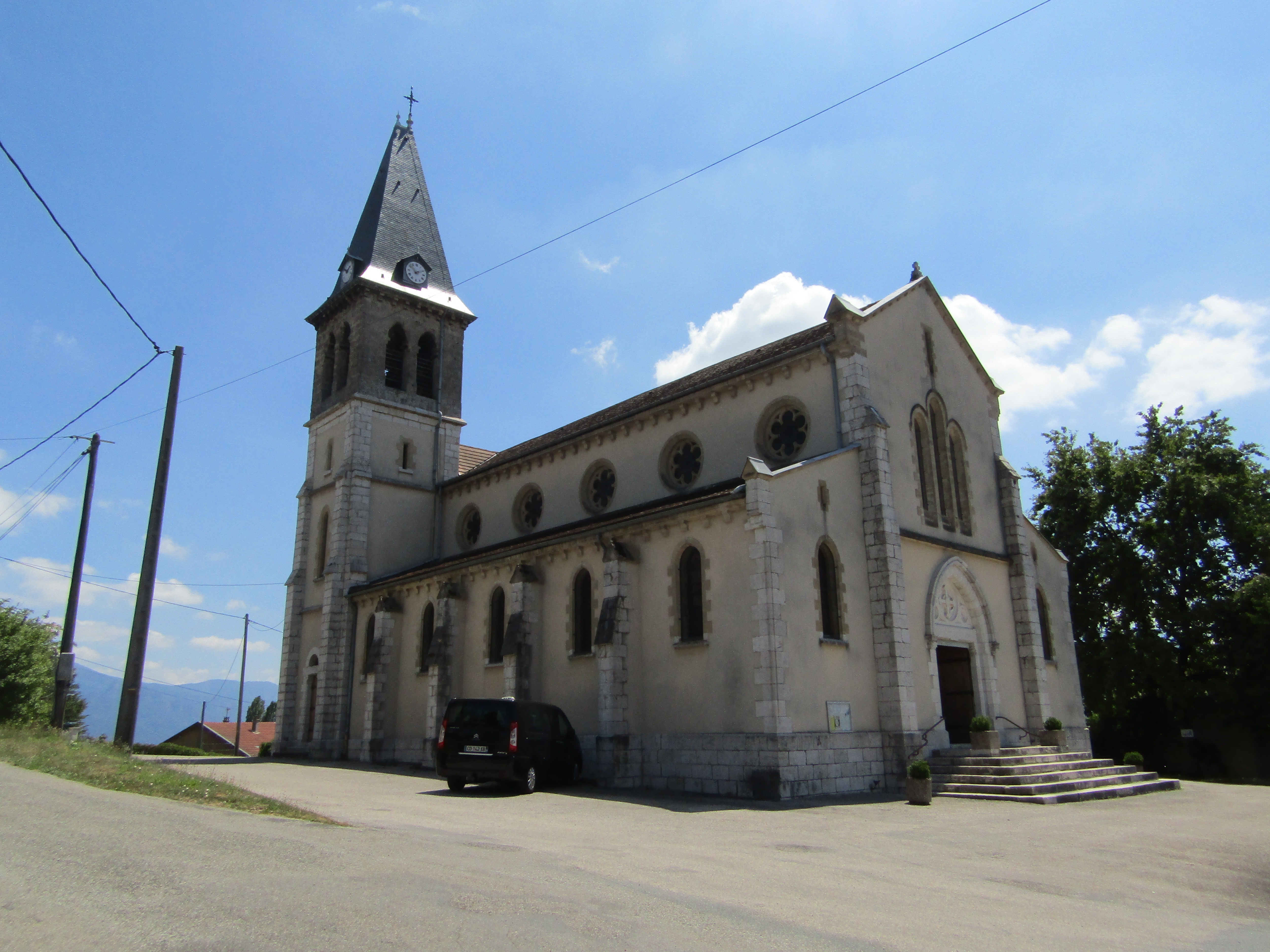
Église de Charnècles en juillet 2019

## Culture locale et patrimoine

### L'église de Charnècles
L'église Saint-Roch et Saint Sébastien date du XIXe siècle : le début de la construction date de novembre 1873 et son inauguration suivie de la première messe date de mars 1876. Elle est dédiée à Roch de Montpellier et Sébastien, réputés être les deux saints guérisseurs de la peste qui protègent le village.
Les deux saints sont représentés sous forme de vitraux et de statues dans l'édifice. On peut d'autre part observer une peinture de saint Sébastien sur la façade d'une maison située à un carrefour du centre du village.

### Les autres bâtiments
La commune héberge de nombreux lavoirs des XVIIIe au XXe siècle, mais aussi  :
- les ruines de la gentilhommière de Tréfond, du XIVe siècle[34];
- le manoir de La Gouterie des XIVe et XVIIIe siècles[34];
- le château de Manguely (jadis château Martel), du XVIIe siècle[34]
- le pont romain, sur le Ru (IIIe siècle)
- la mairie, style épuré (XXIe siècle)
- l'ancienne chapelle, construite par les villageois lors de l'épidémie de peste de 1624 mais abandonnée et démolie en 1875.

### Commémorations
Plusieurs commémorations ont lieu au cimetière de Charnècles. Tout d'abord, celle de la fin de la guerre d'Algérie tous les 19 mars. Ensuite, le 8 mai, c'est la fin de la Seconde Guerre mondiale qui est célébré. Enfin, le 11 novembre, on commémore l'armistice et la fin des combats de la Première Guerre mondiale.
Un autre rassemblement a lieu au monument des fusillés chaque dernier dimanche de juillet, en souvenir de 12 otages, fusillés le 30 juillet 1944 par les Allemands.

### Héraldique
|  | Charnècles possède des armoiries dont l'origine et le blasonnement exact ne sont pas disponibles. |